# Ak-Moschee

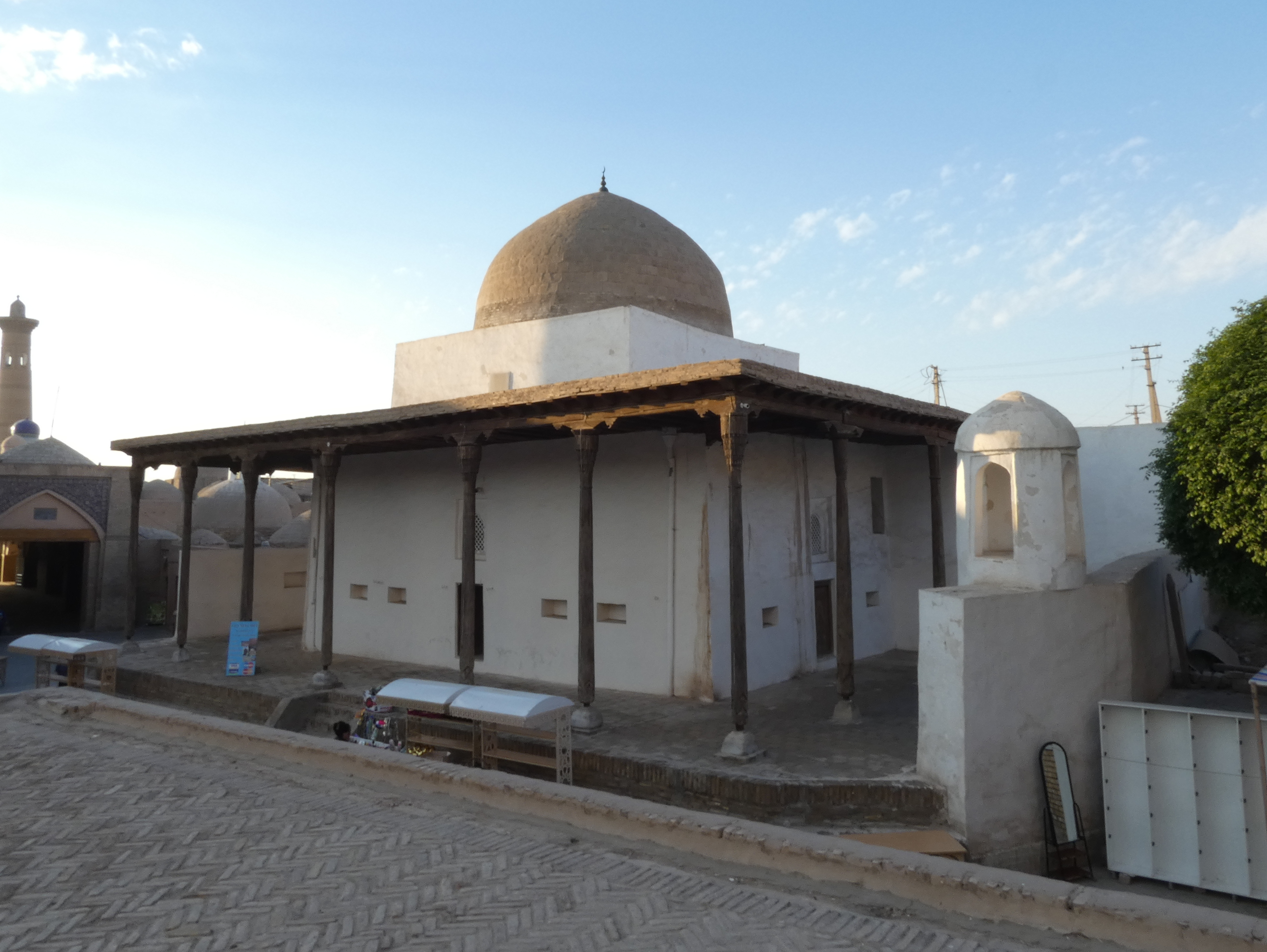
Die Ak-Moschee in der historischen Altstadt Chiwas

Die Ak-Moschee (usbekisch Oq masjid, „Weiße Moschee“) ist ein Bauwerk in Ichan Qalʼа, dem historischen Stadtkern Chiwas, und Teil des UNESCO-Welterbes.

## Bauwerk
Die Ak-Moschee wurde im 17. Jahrhundert errichtet. Bauherr war Anush Khan, der von 1663 bis 1687 regierte. Das Wintergebäude beziehungsweise der Khanqah hat eine kegelförmige Kuppel und einen Umfang von 13 Meter mal 9 Meter. Nach drei Seiten der Khanqah befinden sich Iwane mit hölzernen Pfeilern, die als Sommermoschee genutzt wurden. Die Ak-Moschee weist eine für choresmische Moscheen typische Besonderheit auf: Der Aufstellungsort der Minbarnische ist mit der Qibla verbunden. Der Minbar liegt im Süden und nicht wie beispielsweise für Moscheen Bucharas oder Samarkands typisch im Westen des Baus. Die Fenster der Wintermoschee sind mit kunstvollen Gittern aus Stuck verziert. Auf den Türen, die epigraphische und ornamentale Schnitzereien aufweisen, sind die Namen der ausführenden Handwerker Chiwas Nur Muhammad und Kalandar und die Fertigungsjahre 1838 und 1842 eingearbeitet. Die Ak-Moschee ist Stadtteilmoschee am Palwan-Darwaza, dem Osttor der Altstadt Chiwas. Unmittelbar neben ihr befindet sich das Badehaus Anush Khan.